# Japan Open Tennis Championships 2003 - Qualificazioni singolare maschile
Le qualificazioni del singolare maschile del Japan Open Tennis Championships 2003 sono state un torneo di tennis preliminare per accedere alla fase finale della manifestazione. I vincitori dell'ultimo turno sono entrati di diritto nel tabellone principale. In caso di ritiro di uno o più giocatori aventi diritto a questi sono subentrati i lucky loser, ossia i giocatori che hanno perso nell'ultimo turno ma che avevano una classifica più alta rispetto agli altri partecipanti che avevano comunque perso nel turno finale.
Le qualificazioni del torneo Japan Open Tennis Championships 2003 prevedevano 24 partecipanti di cui 6 sono entrati nel tabellone principale.

## Teste di serie
1. Michel Kratochvil (Qualificato)
2. Eric Taino (ultimo turno)
3. Jan Vacek (Qualificato)
4. Björn Phau (Qualificato)
5. Peter Luczak (ultimo turno)
6. Danai Udomchoke (ultimo turno)

1. Guillermo Cañas (ultimo turno)
2. George Bastl (Qualificato)
3. Jaymon Crabb (ultimo turno)
4. Rogier Wassen (ultimo turno)
5. Tasuku Iwami (Qualificato)
6. Glenn Weiner (Qualificato)

## Qualificati
1. Michel Kratochvil
2. Glenn Weiner
3. Jan Vacek

1. Björn Phau
2. Tasuku Iwami
3. George Bastl

## Tabellone

### Legenda
| - Q = Qualificato - WC = Wild card - LL = Lucky loser | - ALT = Alternate - SE = Special Exempt - PR = Protected Ranking | - w/o = Walkover - r = Ritirato - d = Squalificato |

### Sezione 1
|  | Primo turno | Primo turno       | Primo turno       | Primo turno | Primo turno |  |  | Ultimo turno | Ultimo turno      | Ultimo turno | Ultimo turno | Ultimo turno |  |
|  |             |                   |                   |             |             |  |  |              |                   |              |              |              |  |
|  | 1           | Michel Kratochvil | Michel Kratochvil | 6           | 6           |  |  |              |                   |              |              |              |  |
|  |             | Michihisa Onoda   | Michihisa Onoda   | 1           | 3           |  |  | 1            | Michel Kratochvil | 4            | 6            | 6            |  |
|  | 7           | Guillermo Cañas   | Guillermo Cañas   | 6           | 6           |  |  | 7            | Guillermo Cañas   | 6            | 1            | 4            |  |
|  |             | Jun Kato          | Jun Kato          | 3           | 3           |  |  |              |                   |              |              |              |  |

### Sezione 2
|  | Primo turno | Primo turno       | Primo turno       | Primo turno | Primo turno |  |  | Ultimo turno | Ultimo turno | Ultimo turno | Ultimo turno | Ultimo turno |  |
|  |             |                   |                   |             |             |  |  |              |              |              |              |              |  |
|  | 2           | Eric Taino        | Eric Taino        | 7           | 6           |  |  |              |              |              |              |              |  |
|  |             | Norikazu Sugiyama | Norikazu Sugiyama | 63          | 4           |  |  | 2            | Eric Taino   | 3            | 6            | 3            |  |
|  | 12          | Glenn Weiner      | Glenn Weiner      | 6           | 6           |  |  | 12           | Glenn Weiner | 6            | 4            | 6            |  |
|  |             | Joji Miyao        | Joji Miyao        | 0           | 1           |  |  |              |              |              |              |              |  |

### Sezione 3
|  | Primo turno | Primo turno      | Primo turno | Primo turno | Primo turno |  |  | Ultimo turno | Ultimo turno  | Ultimo turno | Ultimo turno | Ultimo turno |  |
|  |             |                  |             |             |             |  |  |              |               |              |              |              |  |
|  | 3           | Jan Vacek        | Jan Vacek   | 6           | 6           |  |  |              |               |              |              |              |  |
|  |             | Igor Levine      | Igor Levine | 1           | 1           |  |  | 3            | Jan Vacek     | 5            | 6            | 6            |  |
|  | 10          | Rogier Wassen    | 7           | 65          | 7           |  |  | 10           | Rogier Wassen | 7            | 1            | 2            |  |
|  |             | Toshihide Matsui | 612         | 7           | 64          |  |  |              |               |              |              |              |  |

### Sezione 4
|  | Primo turno | Primo turno        | Primo turno        | Primo turno | Primo turno |  |  | Ultimo turno | Ultimo turno | Ultimo turno | Ultimo turno | Ultimo turno |  |
|  |             |                    |                    |             |             |  |  |              |              |              |              |              |  |
|  | 4           | Björn Phau         | Björn Phau         | 6           | 6           |  |  |              |              |              |              |              |  |
|  |             | Gō Soeda           | Gō Soeda           | 1           | 0           |  |  | 4            | Björn Phau   | 4            | 6            | 6            |  |
|  | 9           | Jaymon Crabb       | Jaymon Crabb       | 6           | 7           |  |  | 9            | Jaymon Crabb | 6            | 1            | 2            |  |
|  |             | Masatoshi Miyazaki | Masatoshi Miyazaki | 3           | 69          |  |  |              |              |              |              |              |  |

### Sezione 5
|  | Primo turno | Primo turno    | Primo turno    | Primo turno | Primo turno |  |  | Ultimo turno | Ultimo turno | Ultimo turno | Ultimo turno | Ultimo turno |  |
|  |             |                |                |             |             |  |  |              |              |              |              |              |  |
|  | 5           | Peter Luczak   | Peter Luczak   | 6           | 6           |  |  |              |              |              |              |              |  |
|  |             | Yasuo Miyazaki | Yasuo Miyazaki | 2           | 4           |  |  | 5            | Peter Luczak | 6            | 1            | 3            |  |
|  | 11          | Tasuku Iwami   | Tasuku Iwami   | 7           | 6           |  |  | 11           | Tasuku Iwami | 3            | 6            | 6            |  |
|  |             | Mark Nielsen   | Mark Nielsen   | 65          | 4           |  |  |              |              |              |              |              |  |

### Sezione 6
|  | Primo turno | Primo turno     | Primo turno     | Primo turno | Primo turno |  |  | Ultimo turno | Ultimo turno    | Ultimo turno | Ultimo turno | Ultimo turno |  |
|  |             |                 |                 |             |             |  |  |              |                 |              |              |              |  |
|  | 6           | Danai Udomchoke | Danai Udomchoke | 6           | 6           |  |  |              |                 |              |              |              |  |
|  |             | Toshiaki Sakai  | Toshiaki Sakai  | 3           | 1           |  |  | 6            | Danai Udomchoke | 6            | 3            | 65           |  |
|  | 8           | George Bastl    | 4               | 6           | 6           |  |  | 8            | George Bastl    | 3            | 6            | 7            |  |
|  |             | Petr Luxa       | 6               | 3           | 2           |  |  |              |                 |              |              |              |  |